# 日本原産の食用栽培植物

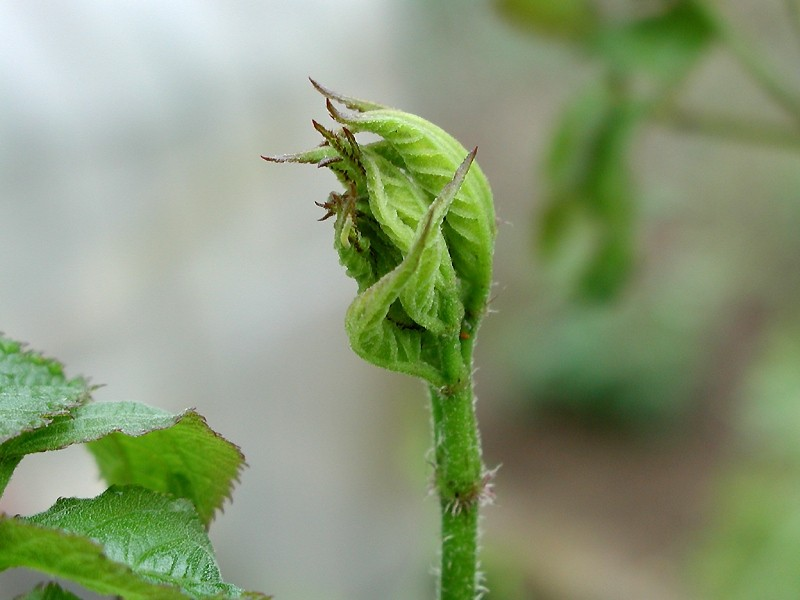
ウド

日本原産の食用栽培植物（にほんげんさんのしょくようさいばいしょくぶつ）では、原産地が日本列島である栽培植物のうち食用となるものについて記述する。

## 主な栽培植物

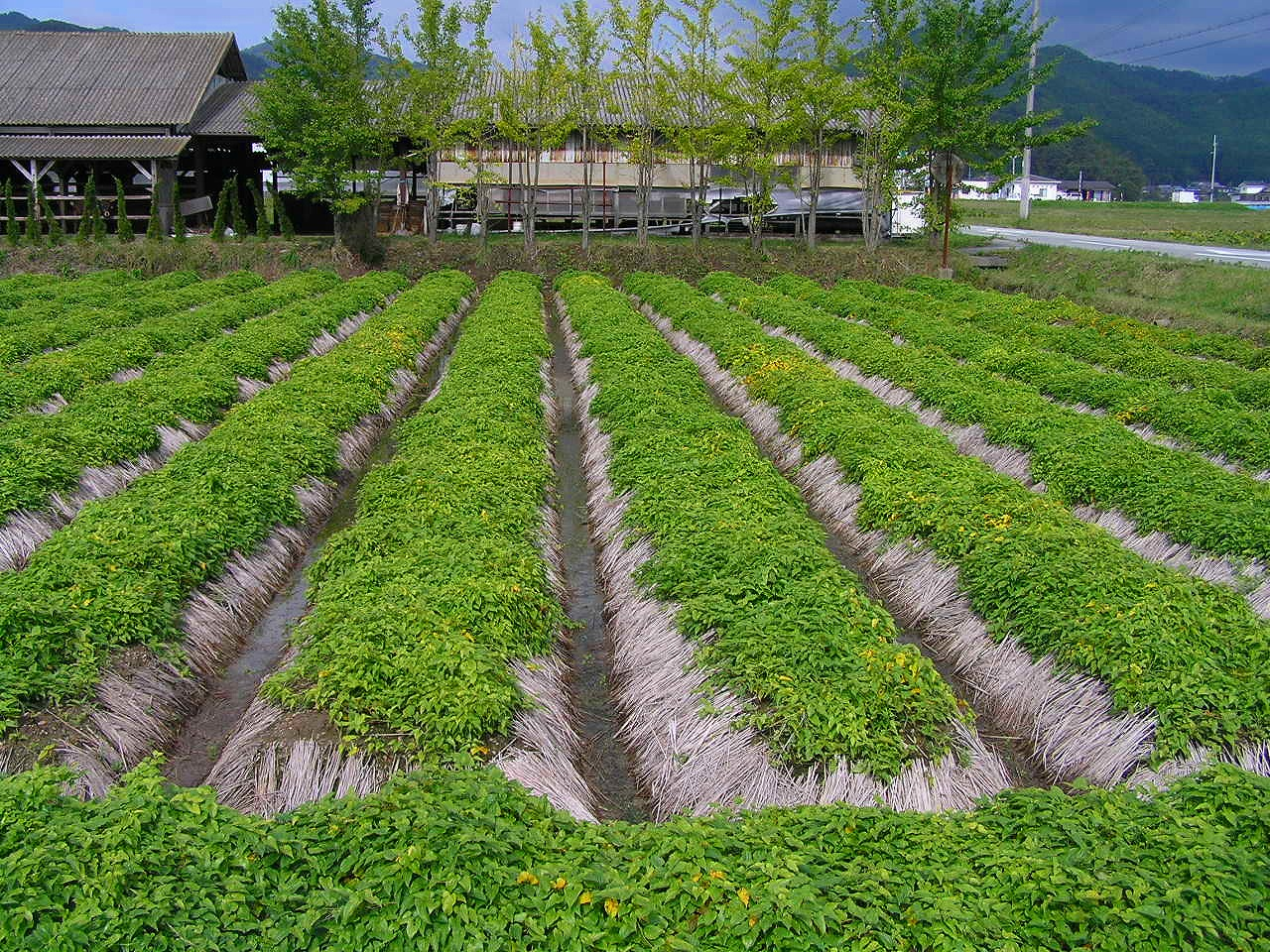
山芋畑

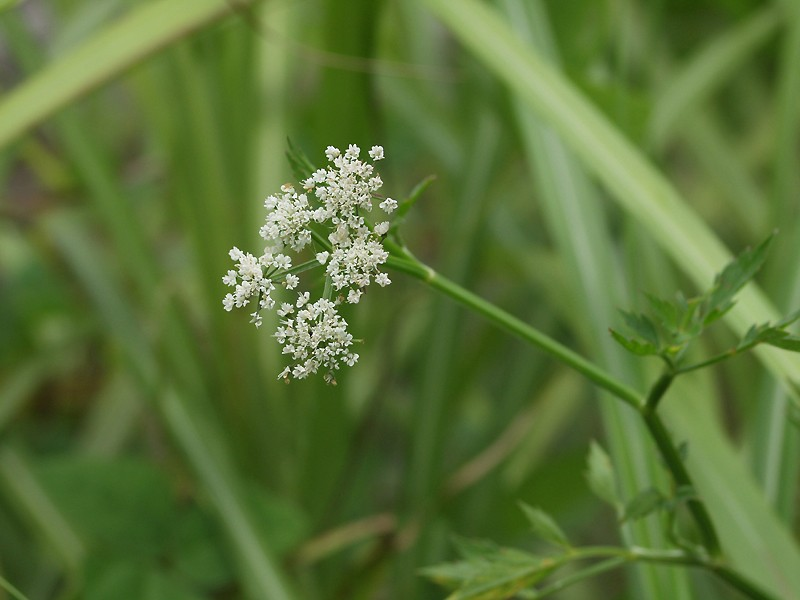
セリの花

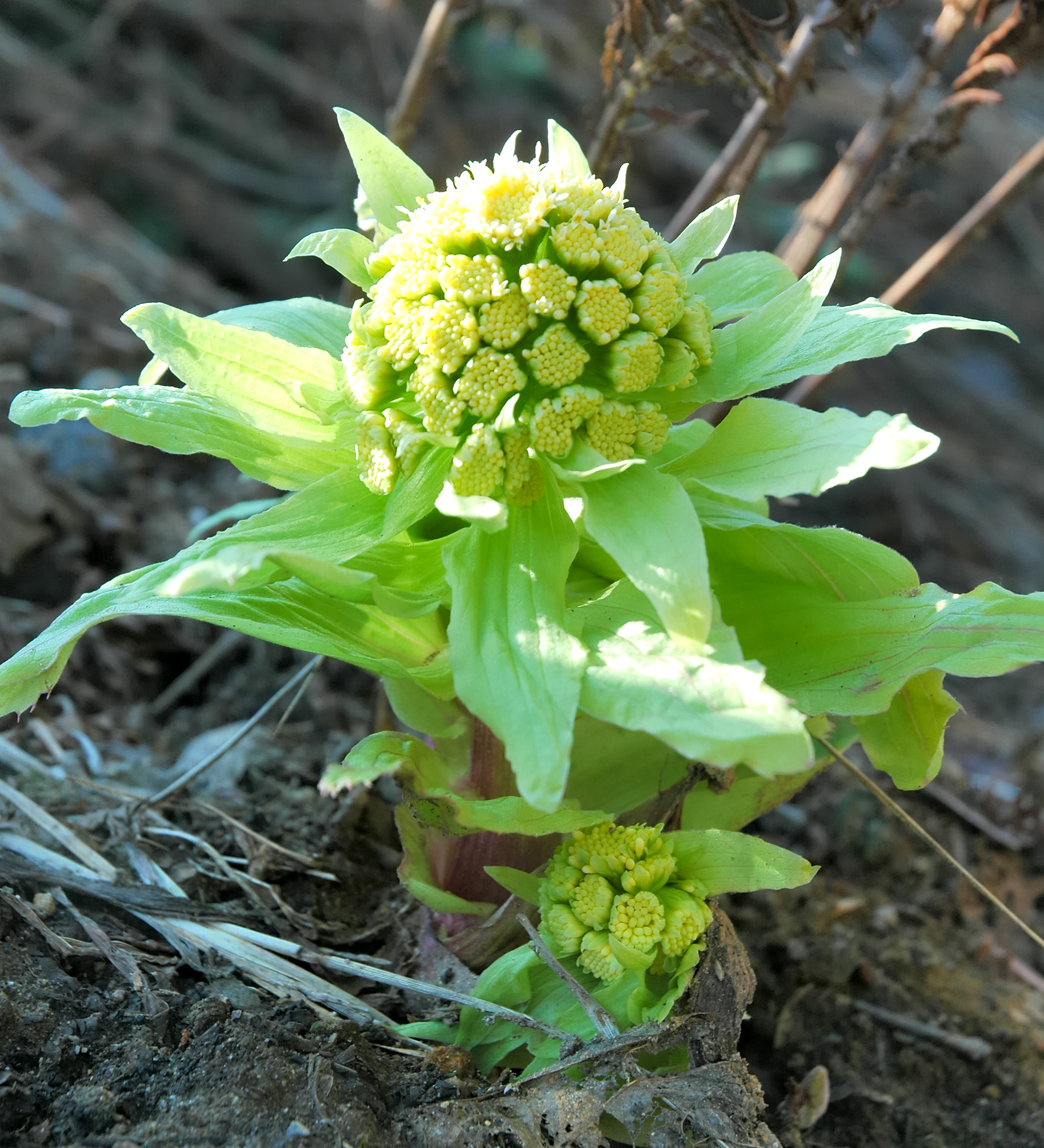
ふきのとう

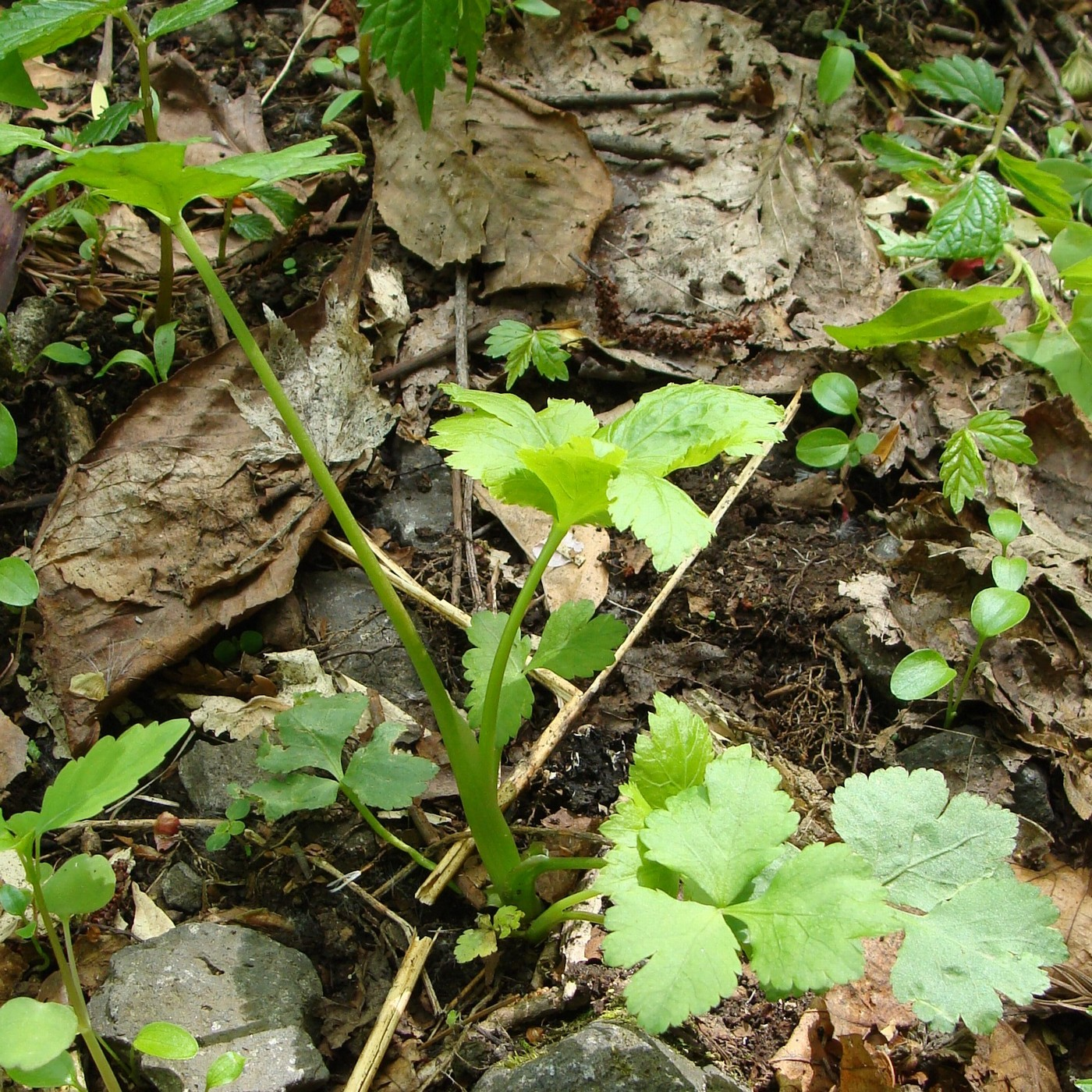
山に自生しているミツバ

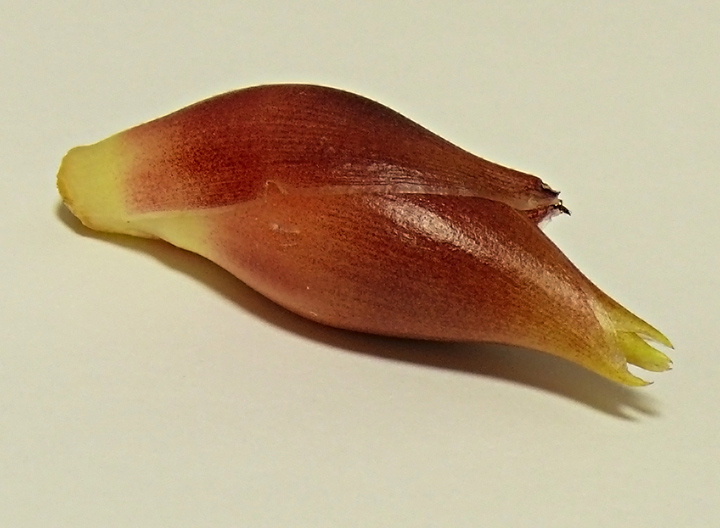
食用のミョウガ

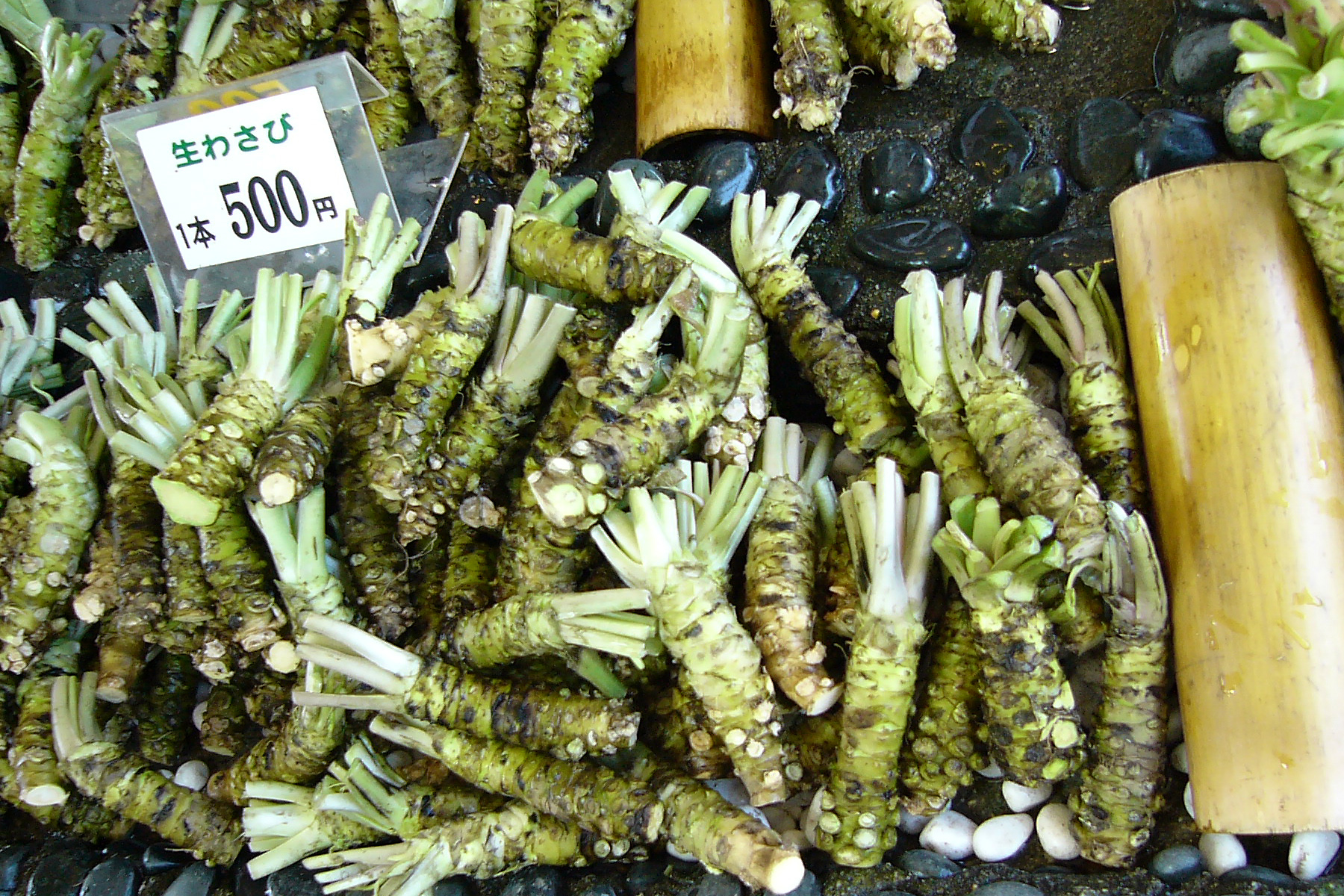
採取・切断して販売されるワサビの地下茎

### ウド
ウド（独活）は、ウコギ科タラノキ属の多年生植物で、香りが強く、山菜として好まれる。英語では、"Japanese spikenard" と称されることもある。葉や先端を天ぷらなどにするほか、和え物にしたり、味噌汁の具とすることもある。

### ヤマノイモ
ヤマノイモ（山芋）は、自然薯（じねんじょ）ともいい、ヤマノイモ科ヤマノイモ属のつる性の多年草である。マレー半島が原産地と思われるサトイモや中国原産のナガイモとは異なり、日本原産であり、学名をDioscorea japonicaという。すりおろしてとろろにして生食するのが一般的であるが、ナガイモよりはるかに粘性に富み、むかごも食用可能である。かるかんなど和菓子の素材となったり、生薬の材料となることもある。

### セリ
セリ（芹）は、根白草（ねじろぐさ）ともいい、学名はOenanthe javanica で、セリ科セリ属の多年草である。春の七草のひとつで、水田や湿地などに多く見られる。春先の若い茎や若葉を食する。すき焼き、鴨鍋、きりたんぽなど鍋料理に多く用いられるほか、おひたしやごま和え、サラダなどとして食する。英語では、"Japanese parsley" や"Chinese celery" と記される。

### フキ
フキ（蕗）は、キク科フキ属の多年草で、学名は Petasites japonicus 。英語では、学名を呼ぶか日本語のまま "Fuki" と記す。つぼみ（ふきのとう）は、天ぷらや煮物、味噌汁の具、ふきのとう味噌などとして食し、葉は佃煮にして、また、葉柄は佃煮のほか、灰汁（アク）抜きをしたうえで煮物や炒め物として食べる。

### ミツバ
ミツバ（三つ葉、学名 Cryptotaenia japonica）は、セリ科ミツバ属の多年草で、和名は葉が3つに分かれることに由来する。山地の日陰となるところに広く自生するが、近年はハウス栽培が多くなっている。おひたしや和え物とするほか、吸い物や鍋物、丼物の具として広く用いられる。英名は、"Japanese honeywort" である。

### ミョウガ
ミョウガ（茗荷）は、ショウガ科ショウガ属の多年草で、英名も "Myoga" である。蕎麦や素麺などの薬味として利用されるほか、天ぷらや酢の物、味噌汁の具など、独立した食材としても用いられる。アジア大陸温帯地方の原産とも考えられているが、学名はZingiber mioga であり、和名を反映したものとなっている。秋田県や群馬県では露地栽培がみられる。

### ワサビ
ワサビ（山葵）は、アブラナ科ワサビ属の多年草で、英名も"Wasabi"である。ワサビ属の学名はWasabia、種としてのワサビの学名はWasabia japonica Matsum. となる。学名の後につく Matsum. は命名者を表し、明治・大正期の日本の植物学者松村任三のことである。地下茎をすりおろしたものは、日本料理の薬味として寿司、刺身、茶漬け、蕎麦など広範囲に使用される。主要な産地は静岡県、長野県、東京都（奥多摩）、島根県、山梨県、岩手県である。

### ヒエ
ヒエ（稗）はイネ科ヒエ属の穀物。北海道原産という説がある。縄文時代前期には既に栽培されており、アジア大陸からイネがもたらされるまでは主要な穀物の一つだった。
アイヌ民族は伝統的に主要な穀物とした他、日本本土においても稲作到来以降も東北地方では水田で水稲のように栽培され、明治の頃まで主食扱いだった。

### その他
現在、栽培される野菜のほとんどは外国から入ってきたものであり、日本原産とされる野菜は20種類ほどしか確認されていない。上記のほか、ゴボウアザミ、ハマボウフウ、タデ、ヒシ、ツルナ、ジュンサイ、アサツキ、サンショウ、ユリ、クログワイ、カンゾウ、クコ、オニバス、また、マッシュルーム以外のキノコ類などがあり、今日、野菜としては利用されていないものもある。
果物としては、カキ（柿）が日本をふくむ東アジア固有種であり、学名もDiospyros kaki Thunb. 、英語やフランス語でも"Kaki"と表記される。品種数は多く、1,000を超えるともいわれているが、大まかには渋柿と甘柿とに分かれる。学名の命名者の欄にある Thunb. は、鎖国政策を採用していた江戸時代の長崎をおとずれたスウェーデン出身の植物学者カール・ツンベルク（Carl Thunberg）を表す略記である。